# Société libre de Teutonia
 (août 2012).
Si vous disposez d'ouvrages ou d'articles de référence ou si vous connaissez des sites web de qualité traitant du thème abordé ici, merci de compléter l'article en donnant les références utiles à sa vérifiabilité et en les liant à la section « Notes et références ».
La Société libre de Teutonia (Free Society of Teutonia ou FST) était une organisation nazie américaine qui fut active dans les années 1920 et 1930. Son objectif principal était de promouvoir une vision favorable de l'Allemagne nazie aux États-Unis.

## Histoire
Le FST est créé en 1924 par quatre immigrants allemands, dont deux membres du NSDAP, Fritz et Peter Gissibl, domiciliés à Chicago. Initialement, la FST fonctionne comme un club, puis soulève rapidement un groupe de militants sur la base des SA et, avec l'adhésion croissante, est devenu critique vis-à-vis des Juifs, du communisme et du traité de Versailles.
Le groupe acquiert de l'importance, et travaille en collaboration avec l'organisation des Amis de la Nouvelle-Allemagne, un groupe qui n'a en définitive pas de réelles connexions allemandes mais qui néanmoins sympathise avec les nazis. En 1936, le FST est finalement absorbé par le Bund germano-américain.